# Nazario Sauro
Nazario Sauro (Capodistria, 1880 - Pula, 1916) va ser un irredemptista italià d'Istria, comdecorat amb la medalla d'or al valor militar pel Rei d'Itàlia Víctor Manuel III.
Nazario Sauro va néixer a Capodistria el 1880, quan Istria feia part de l'Imperi Austrohongarès. Va començar a navegar de molt jove i ja als vint anys era Capità d'un petit vaixell.
Els seus ideals irredemptistes -ell era un dels principals representants de l'Irredemptisme italià a Istria- ho van portar a capturar un vaixell austríac el 1914 i portar-lo a Venècia, on es va unir a molts pròfugs italians d'Istria sol·licitant l'entrada en guerra d'Itàlia en contra d'Àustria. Quan Itàlia va entrar en guerra el 1915, Sauro es va enrolar voluntari a la Marina militar italiana. Va ser assignat a una unitat de torpedineres, complint 60 missions de guerra en 14 mesos.
Al juny del 1916 va ser promogut a sotstinent al submarí Giacinto Pullino, rebent també una medalla de plata al valor militar. A l'agost d'aquest mateix any el submarí de Sauro va ser enviat a torpedinar a l'àrea de Fiume, però va quedar encallat i tota la seva tripulació va ser feta presonera pels austríacs del destructor Satellit. Sauro va ser reconegut i sentenciat a mort per un tribunal militar a Pula. Va ser penjat mentre cridava: «Visca l'Itàlia». A la seva memòria li va ser dedicada pel mateix Rei d'Itàlia la medalla d'or al valor militar.

## Reconeixement
Dos vaixells de la Regia Marina van portar el seu nom: 
- El destructor "Nazario Sauro", construït el 1926 i enfonsat en combat el 1941.[1]
- El submarí "Nazario Sauro", construït el 1980 i recentment posat fora de servei.[2]

## Condecoracions
Medalla d'Or al Valor Militar